# Caldogno
Caldogno (en vènet escrit Caldonjo) és un poble d'Itàlia a la regió del Vèneto, província de Vicenza, té aproximadament 10.881 habitants, amb una extensió total de 15 km² i amb una densitat de població de 725 hab/km. Roberto Baggio és natiu d'aquesta població i és aquí on viu en l'actualitat.

## Història
La història de Caldogno està lligada a les vivències de la família homònima, que posseïa gran part del territori.
El més gran dels Caldogno, que va rebre els més alts honors per part dels emperadors, va ser Calderico Caldogno, conseller militar de Frederic I del Sacre Imperi Romanogermànic i el seu company d'armes en la guerra contra Milà i les tropes papals. Calderico va ser ferit en batalla i per això va ser nomenat"cavaliere aureato" i comte palatino, confirmat en totes les seves possessions i privilegis ja gaudits pels seus avantpassats. Li va ser concedida en aquella ocasió adoptar per a la família l'escut de l'àguila imperial negra sobre camp vermell i no vermella sobre camp de plata, que va romandre, no obstant això, per a una branca col·lateral de la família.

## Llocs d'interès
El monument principal de Caldogno és la Villa Caldogno, una vila paladiana inscrita a la llista de Patrimoni de la Humanitat de la Unesco.

## Personalitats de Caldogno
- Roberto Baggio, futbolista.
- Eddy Baggio, futbolista.
- Marino Basso, ciclista.